# Thurn
Thurn è un comune austriaco di 615 abitanti nel distretto di Lienz, in Tirolo. Nel 1938 era stato soppresso e fuso con l'altro comune soppresso di Gaimberg per formare il nuovo comune di Grafendorf, a sua volta soppresso nel 1948 quando Gaimberg e Thurn riacquistarono l'autonomia amministrativa.